# Paul von Klenau
Paul Von Klenau (Copenhaga, 11 de Fevereiro de 1883 — ibid, 31 de Agosto de 1946) foi um compositor dinamarquês.
Foi diretor de orquestra em Freiburg im Breisgau e em Copenhaga. Autor de óperas como Sulamik, (1913), Gudrum na Islândia (1918), Michael Kohlhaas (1933), Rembrandt Van Rijn (193/) e ainda do bailado Florinhas de Ida (1916).

## Obras
- Symfoni nr. 1 f-mol
- Symfoni nr. 2
- Symfoni nr. 3
- Symfoni nr. 4
- Symfoni nr. 5 Tríptico
- Symfoni nr. 6 Sinfonia Nórdica
- Symfoni nr. 7
- Symfoni nr. 8
- Symfoni nr. 9
- Paolo und Francesca
- Jahrmarkt bei London,
- Gespräche mit dem Tod,
- Die Weise von Liebe und Tod des Kornetts Christoph Rilke
- Klein Idas Blumen,bailado
- Sulamith, ópera
- Kjartan und Gudrun, ópera
- Die Lästerschule, ópera
- Michael Kohlhaas, ópera
- Rembrandt van Rijn, ópera
- Elisabeth von England, ópera
- Klaverværker, kammermusik og sange